# WBLL
Koordinaten: 40° 22′ 5″ N, 83° 44′ 2″ W
WBLL oder WBLL-AM (Branding: „The Bell“) ist ein US-amerikanischer Hörfunksender in Bellefontaine im US-Bundesstaat Ohio. WBLL sendet auf der Mittelwellen-Frequenz 1390 kHz. Das Musiksendeformat ist auf Talkradio ausgerichtet. Eigentümer und Betreiber ist die V-Teck Communications, Inc.